# Katalenca iz studenca

Katalenca iz studenca je glavni literarni lik istoimenske pravljice. Izšla je leta 1992 v knjigi Mačja preja avtorice Svetlane Makarovič.

## O liku Katalence
Katalenca je drobna vodna palčica, zelene barve. Podobna je žabici, saj ji med prstki rase plavalna kožica. Čeprav je čisto gola, je nikoli ne zebe, saj je navajena življenja v mrzli vodi. Ogrinjajo jo dolgi, zeleni, svileno gladki lasje, tako da je neopazna, ko se skrije med alge na dnu tolmunčka. 
Živi med koreninami stare bukve, ki rase globoko v gozdu na majhni jasi. Izpod bukvinih korenin izvira ledeno mrzel studenček, ki se izteka v plitvo jezerce s tolmunčkom. Obdaja ga visoko trava, praprot, mah in lapuhovi listi.
Zjutraj, pred sončnim vzhodom, Katalenca naskrivaj opazuje gozdne živali, ki pridejo k tolmunčku, da bi se odžejale. Čez dan pa se sama igra v njem; se potaplja, čofota, se guga na vejah in skače v vodo.
Katalenca je tudi karakterno dobro dodelan lik, saj v njenih dejanjih odseva veliko različnih lastnosti. Na začetku je zelo previdna, saj se skriva pred živalmi in lovcema. Sprva je samotarska in ne išče družbe, ampak obiskovalce tolmunčke le opazuje z varne razdalje. Kasneje, ko živali izvedo zanjo, pa se z njimi tudi igra. Svojo razposajenost pokaže, ko čofota v tolmunčku in se smeji živalim, če se jim zaleti požirek vode. Včasih, kadar opazi, da lisice preveč poželjivo opazujejo zajčke, pa zna biti tudi nagajiva in lisici pljuskne vodo v oči. Zelo jo razžalosti in zaskrbi, ko izve za morilski načrt lovcev, vendar jo njena iznajdljivost reši, saj se ji porodi ideja, kako odgnati živali, da bosta lovca naslednjič zaman prišla in jih čakala. Proti koncu pravljice se pokaže tudi njen pogum, saj izpelje svoj načrt in prestraši lovca, ki pobegneta misleč, da je tolmunček začaran.

## Stranski liki
Cuzelj in Guzelj sta debela, okrutna lovca, ki glasno preklinjata in delata načrte za naslednji lov. Sta alkoholika, saj med pogovorom in nestrpnim čakanjem v zasedi neprestano pijeta. V alkoholu utapljata tudi razočaranje nad neuspešnim lovom. Njuna radovednost se pokaže, ko se Katalenca zasmeji, onadva pa se sklonita nad tolmunček. Ker sta debela in nerodna, jima spodrsne in padeta v vodo. Očitno nista najbolj pogumna, saj presenečena in prestrašena zbežita domov, misleč, da je studenec začaran.
Gozdne živali, ki nastopajo v pravljici: zajci, veverice, podlasice, jazbeci, miši, ježi, lisice, srne, belouške, ruševci, gozdne grlice in sraka. Živali prihajajo zjutraj k studencu, da bi se odžejale, vendar ne vedo za Katalenco. Ko slednja izve za načrt lovcev, s pluskanjem vode odžene živali, da bi jih rešila. Sraka to vidi in pove še ostalim živalim, zato se čez nekaj dni vrnejo k studencu in se spoprijateljijo s Katalenco.

## Kratka vsebina pravljice
Globoko v gozdu izpod bukvinih korenin izvira potoček, ki se izliva v tolmunček, v katerem živi vodna palčica Katalenca. Vsako jutro pred sončnim vzhodom pridejo k njenemu potočku gozdne živali, da bi se odžejale, Katalenca pa jih skrita opazuje. 
Nekoč pa prideta tja tudi lovca Cuzelj in Guzelj in glasno načrtujeta lovsko zasedo, ki jo bosta živalim nastavila ob tolmunčku v naslednjih dneh. Ko odideta, Katalenca naredi načrt, kako bo živali odvrnila od napajanja v njenem tolmunčku in jih s tem rešila smrti. Ko se naslednji dan živali pridejo odžejat, jim Katalenca pljuska vodo v obraz in jih s tem prestraši, tako da se v nekaj dni izogibajo tolmunčka. Ko prideta lovca, ves dan zaman čakata na živali in se prerekata. Zaslišita Katalenco, ki se jima posmehuje, zato pogledata v tolmunček. Takrat pa jim ona pljuskne vodo v obraz, da vsa presenečena izgubita ravnotežje in padeta v potoček. Ko zlezeta ven, se vsa prestrašena poženeta v beg, misleč, da je tolmunček začaran. 
Čez nekaj dni živali pozabijo neprijetne Katalenčine pljuske in se spet pridejo napajat k tolmunčku. Sraka pa je videla vse, kar se je zgodilo z lovcema in je to povedala tudi ostalim živalim. Sedaj, ko vedo, da jim je Katalenca rešila življenje, se rade igrajo z njo.

## O palčicah
V pravljicah se palčice ne pojavljajo pogosto. V svetovni literaturi je znana pravljica Palčica, ki jo je napisal Hans Christian Andersen. V Sloveniji pa poznamo pravljico Prstančica, pisateljice Neže Maurer. 
Katalenca je zelo izviren lik, saj spada med vodne palčice. Po navadi pravljice govorijo o palčkih, ki so moškega spola, in večinoma žive v gozdu, jamah, na vrtu ali v hiši, le redko pa v vodi. 

## O knjigi
Mačja preja je zbirka pravljic, ki jih je napisala in ilustrirala Svetlana Makarovič. Knjiga je izšla leta 1992 pri založbi Mladinska knjiga. Razdeljena je na sedem poglavij, v katerih so razvrščene pravljice glede na tematiko. Tako se v prvem poglavju Take mačje nahajajo pravljice, ki govore o mačkah. Sledijo poglavja Take pasje s pravljicami o psih, Take mišje s pravljicami o miših in Take krilate s pravljicami o ptičih in netopirjih. Sledijo Take škratje in vilinje, ki govore o pravljičnih bitjih ter Take gozdne pa volčje in lisičje s pravljicami o gozdnih živalih. V zadnje poglavju Take vsakršne pa so uvrščene pravljice s preostalimi tematikami.
Pravljica Katalenca iz studenca se nahaja v poglavju Take škratje in vilinje, saj je Katalenca vodna palčica.
Za pravljice je značilen slog Svetlane Makarovič, ki se zna z bogato domišljijo in svojim jezikovnim izražanjem približati otroškemu načinu mišljenja in čustvovanja. 